# 캐딜락 알란테

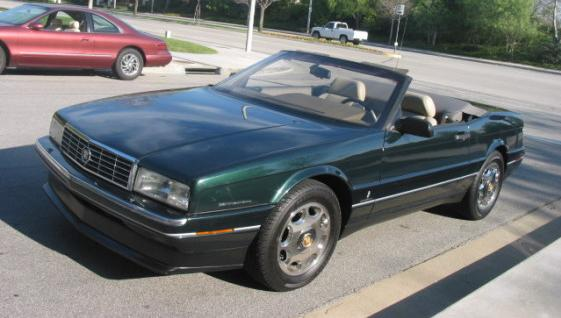
캐딜락 알란테 정측면

캐딜락 알란테(Cadillac Allanté)는 제너럴 모터스의 고급 브랜드인 캐딜락이 생산, 판매된 D 세그먼트에 속하는 럭셔리 로드스터다. 당시 미국 내에서 인기를 얻고 있던 메르세데스-벤츠 SL 클래스 등 유럽산 럭셔리 로드스터 모델의 시장을 겨냥하기 위해 개발되어 1986년에 출시되었다. 이탈리아의 자동차 디자인, 개발 회사인 피닌파리나에 의해 개발되었으며, 당시 캐딜락의 기함이었던 드빌보다 2배 이상 비쌌다. 초기에는 소프트탑만 있었지만, 1989년에 하드 톱을 장착한 모델이 추가되었다. 또한 생산 연도에 따라 탑재되는 엔진의 각종 스펙의 세부 사항이 달랐다. V형 8기통 OHV과 DOHC 엔진이 장착되었으며, 전륜구동 방식, 4단 자동변속기를 갖췄다. 1993년 7월 16일에 후속 차종 없이 단종되었으며, 출시 이후 약 7년 동안 21,430대가 생산되었다. 이후 알란테의 자리는 2003년에 출시된 XLR이 채웠다.